# Piano di rischio aeroportuale
Il piano di rischio aeroportuale (sigla PRA) è uno strumento urbanistico della legislazione italiana, finalizzato alla tutela delle aree prossime agli aeroporti interessate dalle traiettorie dei velivoli in fase di decollo e di atterraggio. Le fasi di decollo e atterraggio sono statisticamente maggiormente a rischio di incidente aereo e i danni che ne derivano possono interessare aree antropizzate vicine all'aeroporto, specialmente nei casi di prossimità ai centri abitati.

## Natura del Piano di Rischio Aeroportuale e normativa di riferimento

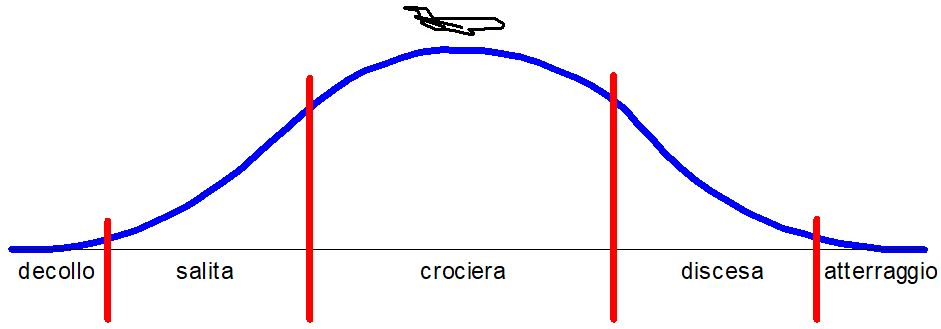
Fasi di volo

Nei comuni su cui insistono gli aeroporti e le relative direzioni di atterraggio e decollo, la normativa statale italiana riguardante il settore della navigazione aerea prescrive l’adozione di idonei piani finalizzati a limitare i danni causati da eventuali incidenti aerei, mediante il controllo di elementi presenti nel territorio potenzialmente in grado di amplificare il rischio. In particolare, la disciplina aeronautica di cui alla seconda parte del Codice della navigazione italiano (R.D. n.30/1942 e s.m.i. - di seguito Codice) prevede, al libro I titolo III capo III, limitazioni alle proprietà private ubicate nelle aree limitrofe agli scali aeroportuali aperti al traffico civile. In ossequio a tale disciplina, i comuni territorialmente competenti debbono adottare appositi Piani di rischio aeroportuale, il cui ambito urbano di applicazione è in funzione delle direzioni di decollo e atterraggio, delle caratteristiche della pista di volo e della tipologia di aeromobili che possono operare nell'aeroporto.
I contenuti e le caratteristiche del Piano di Rischio Aeroportuale sono indicati nel Regolamento per la costruzione e l'esercizio degli aeroporti e nella Circolare APT-33 del 30/08/2010, emessi dall'Ente Nazionale Aviazione Civile (ENAC). Il Piano si compone in sostanza di vari elaborati di analisi, di tavole per l'individuazione delle zone di tutela, nonché delle norme di attuazione. Al capitolo 9, paragrafo 6 del Regolamento aeroporti sono indicati gli indirizzi da seguire per la redazione e l'approvazione del piano di rischio aeroportuale definito come "un documento contenente le indicazioni e le prescrizioni da recepire negli strumenti urbanistici dei singoli comuni" […] "finalizzate a tutelare il territorio dalle conseguenze di un eventuale incidente". La Circolare APT-33/2010, invece, definisce in maniera più puntuale i criteri e le indicazioni utili ai comuni per la redazione del PRA, precisandone i contenuti minimi. Il rispetto delle indicazioni contenute in tale Circolare «è essenziale per l’ottenimento del parere dell'ENAC» necessario per l'adozione del PRA.

## Tipologie di rischio aeroportuale
La gestione del rischio aeroportuale rientra nelle attività di sicurezza del volo (flight safety), definita dall'ENAC come "insieme coerente di attività ed azioni tese allo sviluppo della sicurezza del volo, in termini di tutela dell’incolumità delle persone e dei beni coinvolti nelle operazioni aeronautiche in senso lato," che "costituisce una delle connotazioni essenziali dell'attività di governo del sistema nazionale di aviazione civile".
Le norme vigenti in materia aeronautica fanno riferimento a diversi tipi di rischio legati all'attività di volo nei pressi degli aeroporti:
- rischio generato dal territorio rispetto all'attività di volo, che riguarda la presenza di eventuali ostacoli o pericoli per la sicurezza della navigazione area[7], come manufatti di intralcio alle traiettorie di volo, emissioni di onde elettromagnetiche, emissione di fumi, superfici riflettenti ecc.; alla parte seconda, libro primo, titolo III, capo III- vincoli della proprietà privata- del Codice si prevede che per questo primo tipo di rischio sia l'ENAC a stabilire le limitazioni agli ostacoli per la navigazione aerea e ai potenziali pericoli (Codice, art. 707, commi dal primo al quarto[8]);
- rischio generato dal volo rispetto al territorio, in particolare per l'eventualità di incidenti nelle aree limitrofe agli aeroporti nelle direzioni di decollo e atterraggio[9]; per questo secondo tipo di rischio, invece, spetta ai comuni territorialmente competenti adottare appositi piani di rischio aeroportuali la cui finalità è quella di limitare la presenza umana e di individuare le attività non compatibili a causa della potenziale amplificazione delle conseguenze d'incidenti (Codice, art. 707, quinto comma[8]);
- rischio all'interno dell'aeroporto, il Regolamento aeroporti prevede in aggiunta al Piano di Rischio Aeroportuale anche il Piano di Emergenza dell'Aeroporto[10] che consente di affrontare in modo organizzato eventi potenzialmente pericolosi all'interno del sedime dell’aeroporto o nelle aree adiacenti, individuando le procedure per coordinare l'azione di risposta di diversi enti o servizi. Tale piano è adottato dall’ENAC che ne determina anche l'area di applicazione in coordinamento con gli altri soggetti interessati.

## Natura del vincolo
Dalla formulazione della normativa di riferimento (in particolare dal citato Regolamento al cap. 9 par. 6.3), si rileva la natura del PRA quale vincolo sovraordinato alla strumentazione urbanistica comunale. Infatti l'articolo 707 del Codice della navigazione, in ordine all'apprezzamento della pericolosità, non attribuisce in capo all'Amministrazione comunale alcuna discrezionalità, essendo quest'ultima stabilita dalla disciplina regolamentare attribuita all'autorità aeronautica. Pertanto secondo i riferimenti giurisprudenziali, le prescrizioni prodotte dall'adozione del PRA sono immediatamente efficaci.
Ai sensi del detto Regolamento (cap.9 par. 6.2) le limitazioni derivanti dall’attuazione del piano sono riferite alle nuove opere e alle nuove attività da insediare nel territorio circostante l'aeroporto. Il PRA dunque, pur in presenza di attività o edifici anche palesemente incompatibili, non produce effetti ablatori né interdittivi delle attività presenti. Non sono, dunque, da introdurre divieti o limiti concernenti tali realtà, salvo eventuali divieti di futuri mutamenti comportanti aumento del rischio.
Le limitazioni poste con il PRA, non escludendo di fatto l’edificabilità delle aree interessate ma limitandone solo le destinazioni d'uso all'interno di quelle già ammesse dalla strumentazione urbanistica comunale, non rientrano tra i vincoli preordinati all'esproprio, assoggettati a specifiche normative e alla contestuale previsione di un indennizzo.

## Procedura di formazione del piano
Il principale riferimento normativo per il procedimento di formazione del piano di rischio aeroportuale si ritrova nel citato art. 707 del Codice della Navigazione. In particolare la norma sancisce il contenuto vincolistico del PRA e stabilisce che per le aree interessate i comuni territorialmente competenti adottano gli appositi piani di rischio aeroportuali, anche sulla base di eventuali direttive regionali, nel rispetto del Regolamento ENAC sulla costruzione e gestione degli aeroporti.
La procedura da applicare all’adozione del PRA è in parte indicata nelle specifiche direttive emanate dall’ENAC (Regolamento aeroporti in particolare al cap. 9 par. 6.7, Circolare APT-33/2010 in particolare al par. 6), tuttavia queste non individuano l’organo amministrativo competente per l’adozione del piano né forniscono indicazioni sull’iter del procedimento. Anche in considerazione del contenuto normativo generale del piano nell'ambito della disciplina urbanistica, la generalità dei comuni italiani interessati ha approvato il PRA in sede di Consiglio Comunale.

## Zone di tutela del PRA

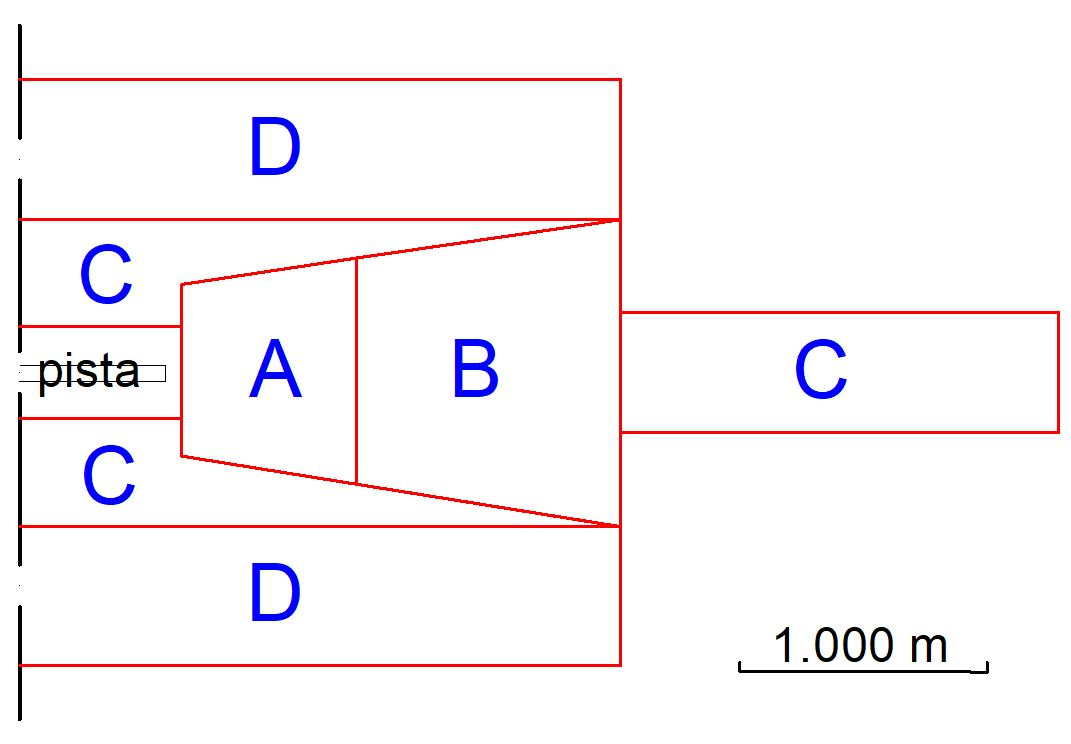
Schema geometrico per l'individuazione delle zone di tutela PRA (come da Regolamento aeroporti ENAC - piste codice 3-4)

Scopo del PRA è la mitigazione del rischio generato dal volo rispetto al territorio in funzione della probabilità statistica di incidenti. A tal fine il piano individua le zone a diversa gradazione di rischio e per esse definisce le restrizioni alla vigente disciplina urbanistica relativamente alla presenza umana, nonché delle attività non compatibili per la potenziale amplificazione delle conseguenze di eventuali incidenti.
In funzione del grado di rischio, secondo le modalità indicate al cap. 9 par. 6.5 del Regolamento aeroporti, sono individuate quattro zone di tutela, ove, con gradualità in funzione del grado di rischio, le norme del PRA prevedono limitazioni alle possibili edificazioni residenziali al fine di mitigare l'esposizione di abitanti ai rischi di incidenti aerei. Le limitazioni interessano anche le attività incompatibili (per la possibilità di amplificazione del danno), le attività sensibili (quali le scuole) e le attività comportanti affollamento (per la presenza di un significativo numero di persone).
Le zone di tutela, come definite al cap. 9 par. 6.6 del Regolamento aeroporti, sono:
- zona A, dove è limitato al massimo il carico antropico;
- zona B, dove è prevista la possibilità di una modesta funzione residenziale;
- zona C, dove è prevista la possibilità di un ragionevole incremento della residenza;
- zona D, dove è previsto di garantire uno sviluppo compatibile con l’operatività dell’aeroporto.

## Attività incompatibili, sensibili e comportanti affollamento
Ai sensi del Regolamento aeroporti cap. 9 par. 6.6, la mitigazione del rischio derivante da incidente aereo si basa sull’individuazione di attività la cui presenza nel territorio prossimo all'aeroporto determina criticità relative a due ordini di motivi:
- presenza di persone possibili vittime dell'incidente (residenza, luoghi di affollamento, attività sensibili);
- attività che, se coinvolte in un eventuale incidente, possono generare pericolo di amplificazione del danno (distributori di carburante, depositi di liquidi infiammabili, industrie chimiche, ecc.).

Le norme del PRA, infatti, prevedono limitazioni alle edificazioni residenziali al fine di ridurre l'esposizione degli abitanti ai rischi di incidente aerei.
Riguardo a tutte le altre attività non residenziali, è necessario definire modalità oggettive di riscontro del rischio in base ai due suddetti ordini di motivi. La norma di riferimento non fornisce precise indicazioni a tal fine, né è stata riscontrata nei piani di rischio aeroportuali redatti dai vari comuni italiani una univoca modalità di definizione delle attività a rischio.
Una possibile modalità può riferirsi all'ampia corrispondenza tra le attività che sono da ritenersi a rischio in area aeroportuale e le attività già assoggettate dalla vigente normativa relativa alle visite e ai controlli di prevenzione incendi. Tali attività, con gli opportuni adeguamenti, sono desumibili dall'elenco riportato nell'allegato I del D.P.R. 151/2011 e s.m.i., ove sono classificate in tre categorie di rischio in base a specifici fattori.
In sintesi, le attività comportanti criticità possono essere ricondotte alla seguente classificazione:
- attività residenziale;
- attività incompatibili (per la possibilità di amplificazione del danno, come ad esempio i depositi di carburante);
- attività sensibili (quali scuole ed ospedali);
- attività comportanti affollamento (per la compresenza di un significativo numero di persone, come ad esempio i centri commerciali).

## Impatto di rischio – curve isorischio
Il Codice della Navigazione, oltre alle disposizioni relative al Piano di Rischio Aeroportuale, prevede un'ulteriore disciplina di tutela di cui i comuni interessati debbono tener conto nell'esercizio delle proprie funzioni di pianificazione e gestione del territorio. Infatti all'art. 715 del Codice si dispone che l'ENAC individui gli aeroporti per i quali effettuare la “valutazione dell'impatto di rischio”.

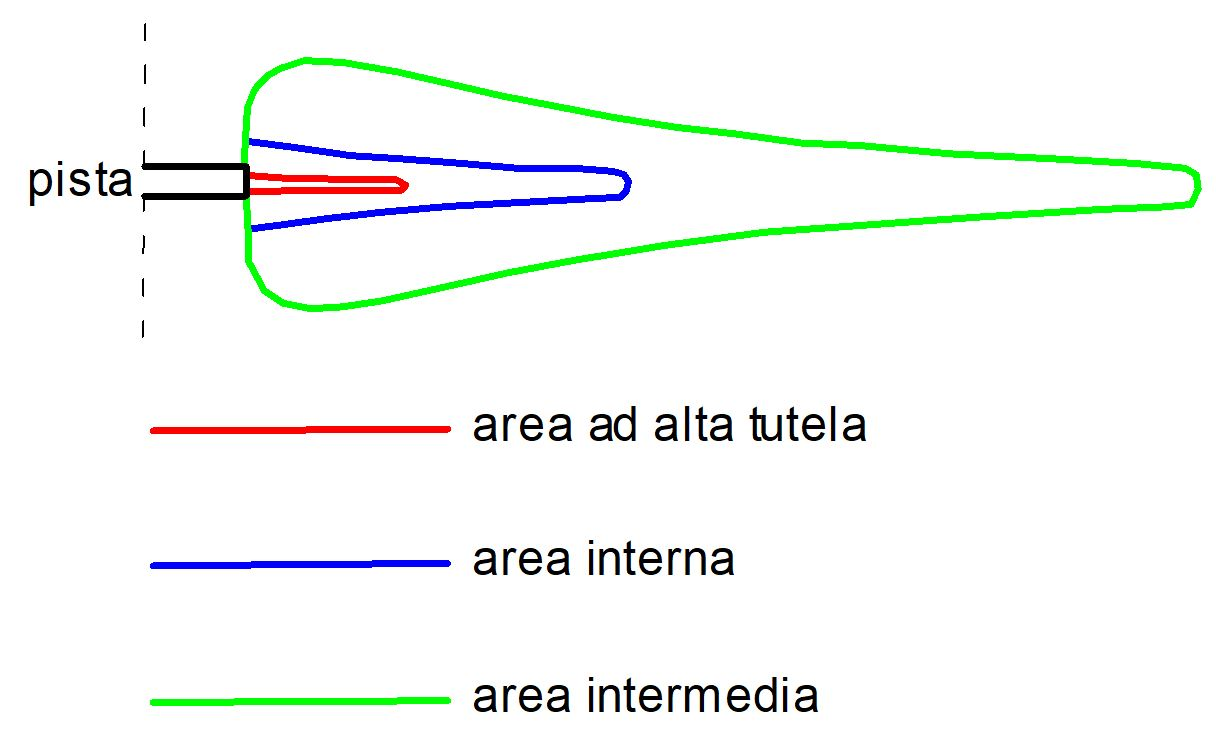
Schema curve isorischio (come da Policy ENAC)

In riferimento a tale valutazione l'ENAC ha fornito le precisazioni di cui al cap. 9 par. 6.8 del Regolamento aeroporti ed al documento "Policy di attuazione dell'art. 715 del Codice della Navigazione"  nel quale, tra l'altro, si riporta che gli aeroporti interessati sono quelli con volume di traffico superiore a 50.000 movimenti/anno e vicini ad aree sensibili e fortemente urbanizzate.
In riferimento al detto documento di Policy, in particolare alla sezione 1 "metodologia di valutazione", in funzione del rischio per le persone a terra, derivante da un eventuale incidente aereo, sono tracciate le cosiddette “curve isorischio” che delimitano le seguenti aree:
- “ad alta tutela”;
- “interna”;
- “intermedia”;
- “esterna”, ricadente al di fuori delle curve isorischio.

La differenza tra le zone di tutela PRA e le aree delle curve isorischio sta nel fatto che per le prime si considera il rischio statistico derivante dalla casistica internazionale per la categoria di aeroporto, mentre per le seconde si considera il rischio calcolato in funzione degli specifici voli ed aeromobili operanti proprio nell'aeroporto interessato.
Le aree individuate dalle curve isorischio si sovrappongono in parte a quelle delle zone di tutela A, B, C e D del PRA per cui i comuni interessati, nel riportare le relative prescrizioni all'interno della propria strumentazione urbanistica, debbono operare un coordinamento tra le due discipline.